# Raúl Peña
Raúl García Peña (Madrid, 21 de març de 1977) és un actor i cantant espanyol.

## Biografia
Raúl ha cursat estudis d'interpretació i ha ampliat la seva formació en diversos tallers i seminaris, com per exemple els impartits per José Carlos Plaza i Mariano Barroso. Va començar en el teatre en 1995 i des d'aquesta data ha treballat en diversos muntatges, sèries, etc.

## Teatre
- Trabajos de amor perdido de Carlos Marchena.
- Casa con dos puertas mala es de guardar de Calderón de la Barca.
- Noches de amor efímero
- Romeo y Julieta (musical) de Paco Suárez.
- El otro lado de la cama de Josep Maria Mestres.
- La Bella y la Bestia de Disney.
- Frankenstein de Mary Shelley.
- Burundanga (2016), de Jordi Galceran.

## Cinema
- Gente pez de Jorge Iglesias (2001)
- Cándida de Guillermo Fesser (2006).
- Caótica Ana de Julio Medem (2009)
- Desechos de David Marqués (2010)
- Ola de crímenes de Gracia Querejeta (2018)

## Música
- SMS (grup de la sèrie SMS: Sin miedo a soñar) (2007) (Grup dissolt).
- SMS (grup de la sèrie SMS: Sin miedo a soñar - Qué quieres que te diga Globomedia Music S.A./ EMI Music S.A. (+20.000 CD´S venuts) (Grup dissolt).
- UPA Dance (grup de la sèrie Un paso adelante Contigo (2005) -(+50.000 còpies venudes) #4 España Disco de Oro)

## Televisió

### Papers episòdics
| Any       | Títol                  | Rol           | Episodis    | Nota      |
| --------- | ---------------------- | ------------- | ----------- | --------- |
| 1999-2009 | El comisario           | ell mateix    | 1 episodi   | Telecinco |
| 2000-2012 | Hospital central       | ell mateix    | 1 episodi   | Telecinco |
| 2014      | Los misterios de Laura | Javier Sancho | 2 episodis  | La 1      |
| 2014      | Ciega a citas          | David         | 10 episodis | Cuatro    |
| 2015-2016 | Víctor Ros             | Juan Rosales  |             | La 1      |

### Papers fixos
| Any               | Títol                      | Rol                                | Nota                       |
| ----------------- | -------------------------- | ---------------------------------- | -------------------------- |
| 2000              | Antivicio                  | Javier                             | Antena 3 TV                |
| 1999-2001         | Compañeros                 | Carolo Narváez / Pedro Casals "PC" | Globomedia per Antena 3 TV |
| 2002-2005         | Un paso adelante           | Jerónimo Ruiz "Jero"               | Globomedia per Antena 3 TV |
| 2006-2007         | SMS                        | Eduardo Sánchez Díaz "Edu"         | Globomedia per La Sexta    |
| 2008-2010         | La Señora                  | Hugo de Viana                      | Diagonal TV per TVE 1      |
| 2011, 2018 - 2019 | 14 de abril. La República  | Hugo de Viana                      | Diagonal TV per TVE 1      |
| 2014-2019         | El secreto de Puente Viejo | Carmelo Leal                       | Antena 3                   |
| 2015              | Habitaciones cerradas      | Juan Lax                           | TVE 1                      |

- 2014-2019 El secreto de Puente Viejo (sèries)[3]
  - Carmelo Leal. 222 episodis

### Programes
- Desesperado Club Social d'Antena 3 TV (1999-2000).
- PuntoDoc d'Antena 3 TV (2007-2008).
- Malas Compañías de La Sexta (2009).
- Pasapalabra (Capítols 1654-1656) (maig-2013)
- Hermano Mayor (2013)